# Hospes obscurus
Hospes obscurus är en skalbaggsart som beskrevs av Schmidt 1923. Hospes obscurus ingår i släktet Hospes och familjen långhorningar. Inga underarter finns listade i Catalogue of Life.